# Krefelder Fußball-Club Uerdingen 05 2013-2014
Questa voce raccoglie le informazioni riguardanti il Krefelder Fußball-Club Uerdingen 05 nelle competizioni ufficiali della stagione 2013-2014.

## Stagione
Nella stagione 2013-2014 l'Uerdingen, allenato da Eric van der Luer, Erhan Albayrak, Ersan Tekkan e Murat Salar, concluse il campionato di Regionalliga ovest al 17º posto.

## Rosa
| N. |                         | Ruolo | Calciatore          |
| -- | ----------------------- | ----- | ------------------- |
| 1  | Germania (bandiera)     | P     | Sascha Samulewicz   |
| 2  | Marocco (bandiera)      | D     | Ahmed Ammi          |
| 4  | Grecia (bandiera)       | D     | Ioannis Alexiou     |
| 4  | Germania (bandiera)     | C     | Deniz Sevinç        |
| 5  | Germania (bandiera)     | D     | Marc-André Nimptsch |
| 6  | Germania (bandiera)     | D     | Patrick Ellguth     |
| 7  | Germania (bandiera)     | A     | Dominik Oehlers     |
| 8  | RD del Congo (bandiera) | C     | Kosi Saka           |
| 9  | Germania (bandiera)     | A     | Moses Lamidi        |
| 11 | Turchia (bandiera)      | C     | Musa Çelik          |
| 12 | Grecia (bandiera)       | A     | Charis Pappas       |
| 13 | Germania (bandiera)     | C     | Benjamin Baltes     |
| 14 | Germania (bandiera)     | D     | Norman Jakubowski   |
| 15 | Paesi Bassi (bandiera)  | C     | Lance Voorjans      |

| N. |                     | Ruolo | Calciatore          |
| -- | ------------------- | ----- | ------------------- |
| 16 | Togo (bandiera)     | D     | Assimiou Touré      |
| 17 | Germania (bandiera) | D     | Tim Rubink          |
| 18 | Germania (bandiera) | C     | El Houcine Bougjdi  |
| 19 | Germania (bandiera) | A     | Emrah Uzun          |
| 20 | Libano (bandiera)   | C     | Issa Issa           |
| 21 | Germania (bandiera) | D     | Kofi Schulz         |
| 22 | Germania (bandiera) | C     | Meik Kuta           |
| 23 | Germania (bandiera) | D     | Andreas Korte       |
| 25 | Turchia (bandiera)  | A     | Güngör Kaya         |
| 27 | Germania (bandiera) | P     | Robin Udegbe        |
|    | Turchia (bandiera)  | D     | Hamza Çakır         |
|    | Turchia (bandiera)  | C     | Burak Kaplan        |
|    | Germania (bandiera) | A     | Dennis Knabe-Lerche |

## Organigramma societario
Area tecnica
- Allenatore: Murat Salar
- Allenatore in seconda:
- Preparatore dei portieri:
- Preparatori atletici:
- Analisi video:

## Calciomercato

### Sessione estiva
| Acquisti | Acquisti           | Acquisti        | Acquisti |
| R.       | Nome               | da              | Modalità |
| -------- | ------------------ | --------------- | -------- |
| P        | Robin Udegbe       | VVV-Venlo       |          |
| A        | Güngör Kaya        | Adanaspor       |          |
| A        | Moses Lamidi       | FSV Francoforte |          |
| D        | Tim Rubink         | Goslarer        |          |
| C        | Waldemar Schattner | Siegen          |          |
| D        | Assimiou Touré     | Babelsberg      |          |
| C        | Lance Voorjans     | MVV             |          |

| Cessioni | Cessioni           | Cessioni               | Cessioni |
| R.       | Nome               | a                      | Modalità |
| -------- | ------------------ | ---------------------- | -------- |
| C        | Jan-Lukas Pirschel | TV Jahn Hiesfeld       |          |
| A        | Markus Keppeler    | SC Union Nettetal      |          |
| D        | Görkem Kilic       | VfR Krefeld-Fischeln   |          |
| C        | Yunus Kocaoglu     | FSV Duisburg           |          |
| C        | Narciso Lubaca     | Viktoria Arnoldsweiler |          |
| A        | Dominik Oehlers    | Uerdingen 05 U19       |          |
| P        | Halil Özçelik      | VfR Krefeld-Fischeln   |          |

### Sessione invernale
| Acquisti | Acquisti     | Acquisti      | Acquisti |
| R.       | Nome         | da            | Modalità |
| -------- | ------------ | ------------- | -------- |
| C        | Burak Kaplan | Beşiktaş      |          |
| C        | Deniz Sevinç | Galatasaray B |          |

| Cessioni | Cessioni | Cessioni | Cessioni |
| R.       | Nome     | a        | Modalità |
| -------- | -------- | -------- | -------- |

## Risultati

### Regionalliga

#### Girone di andata
| Arbitro: | Waschitzki-Günther |

|  |           |                          |
|  | Marcatori | 15’ Uzun 42’ (rig.) Issa |

| Arbitro: | Schmitz |

|  |           |                          |
|  | Marcatori | 61’ Erdmann 72’ Leipertz |

| Arbitro: | Siewer |

|                               |           |  |
| Kraus 74’ Batarilo-Cerdic 90’ | Marcatori |  |

| Arbitro: | Rott |

|                            |           |                                |
| Uzun 6’ (rig.) Alexiou 50’ | Marcatori | 42’, 71’, 85’ (rig.) Engelmann |

| Arbitro: | Visse |

|                          |           |                                |
| Maier 24’ Traufetter 78’ | Marcatori | 16’ Lamidi 39’ Baltes 84’ Issa |

| Arbitro: | Heinrichs |

|  |           |                                  |
|  | Marcatori | 28’, 38’ Ješić 31’, 83’ Exslager |

| Arbitro: | Fischer |

|                                  |           |                          |
| Knappmann 56’ (rig.) Laletin 90’ | Marcatori | 18’ (rig.) Issa 45’ Uzun |

| Arbitro: | Bläser |

|  |           |                                                                                |
|  | Marcatori | 42’, 51’ Kotuljac 54’ Freiberger 55’, 77’ Shapourzadeh 83’ Montabell 87’ Ernst |

| Arbitro: | Brüster |

|            |           |  |
| Ritter 10’ | Marcatori |  |

| Arbitro: | Wollenweber |

|                   |           |              |
| Uzun 63’ Kuta 90’ | Marcatori | 38’ Reinholz |

| Arbitro: | Altehenger |

|                                       |           |  |
| Eichmeier 20’ Maouel 24’ Bouadoud 76’ | Marcatori |  |

| Arbitro: | Frömel |

|             |           |            |
| Alexiou 82’ | Marcatori | 88’ Candan |

| Arbitro: | Weirich |

|                                                |           |                                                      |
| Studtrucker 30’ Brisevac 87’ Wassey 90’ (rig.) | Marcatori | 20’ (rig.), 72’, 75’ (rig.) Issa 41’ Lamidi 61’ Uzun |

| Arbitro: | Heien |

|          |           |  |
| Uzun 69’ | Marcatori |  |

| Arbitro: | Jolk |

|                        |           |            |
| Bebou 5’, 66’ Erat 46’ | Marcatori | 85’ Pappas |

| Arbitro: | Waschitzki-Günther |

|                         |           |                          |
| Lamidi 17’ Voorjans 61’ | Marcatori | 33’ Marquet 66’ Krasniqi |

| Arbitro: | Stegemann |

|                     |           |              |
| Menke 1’ Jansen 58’ | Marcatori | 44’ Voorjans |

| 29 novembre 2013 18ª giornata |  | – turno di riposo |  |  |

| Arbitro: | Stegemann |

|               |           |                        |
| Uzun 17’, 70’ | Marcatori | 75’ Dogan 90’ Hagemann |

#### Girone di ritorno
| Arbitro: | Visse |

|              |           |                 |
| Voorjans 66’ | Marcatori | 51’ Grembowietz |

| Arbitro: | Heien |

|                  |           |          |
| Erdmann 63’, 89’ | Marcatori | 74’ Issa |

| Arbitro: | Rott |

|  |           |                        |
|  | Marcatori | 56’ Kraus 73’ Aydogmus |

| Arbitro: | Heinrichs |

|            |           |  |
| Haeder 79’ | Marcatori |  |

| Arbitro: | Weirich |

|                       |           |          |
| Lamidi 38’ Schulz 58’ | Marcatori | 8’ Fritz |

| Colonia 1º marzo 2014, ore 13:00 CET 25ª giornata | Colonia II | 0 – 0 referto | Uerdingen 05 | Franz-Kremer-Stadion (600 spett.)\| Arbitro: \| Altgeld \| |
| Arbitro:                                          | Altgeld    |               |              |                                                            |

| Arbitro: | Bläser |

|         |           |               |
| Ammi 3’ | Marcatori | 23’ Propheter |

| Arbitro: | Hüwe |

|                         |           |  |
| Shapourzadeh 52’ (rig.) | Marcatori |  |

| Arbitro: | Steffens |

|            |           |                           |
| Schulz 18’ | Marcatori | 68’ (rig.) Stang 73’ Lenz |

| Arbitro: | Börner |

|                                               |           |  |
| Starostzik 35’ Gündüz 79’ Kreyer 88’ März 90’ | Marcatori |  |

| Arbitro: | Sauer |

|  |           |                                          |
|  | Marcatori | 14’ Maouel 23’ Hettich 25’ Dej 45’ Weber |

| Colonia 5 aprile 2014, ore 14:00 CEST 31ª giornata | Viktoria Colonia | 0 – 0 referto | Uerdingen 05 | Sportpark Höhenberg (830 spett.)\| Arbitro: \| Jolk \| |
| Arbitro:                                           | Jolk             |               |              |                                                        |

| Arbitro: | Brüster |

|             |           |                               |
| Ellguth 67’ | Marcatori | 32’ Bednarski 51’, 69’ Pollok |

| Arbitro: | Waschitzki-Günther |

|                                      |           |  |
| Bouhaddouz 35’ (rig.), 59’ Narey 62’ | Marcatori |  |

| Krefeld 26 aprile 2014, ore 14:00 CEST 34ª giornata | Uerdingen 05 | 0 – 0 referto | F. Düsseldorf II | Grotenburg Stadion (1 179 spett.)\| Arbitro: \| Stegemann \| |
| Arbitro:                                            | Stegemann    |               |                  |                                                              |

| Arbitro: | Bläser |

|           |           |  |
| Neppe 45’ | Marcatori |  |

| Arbitro: | Altgeld |

|  |           |                                         |
|  | Marcatori | 3’ Jansen 64’ (rig.) Bauder 89’ Fleßers |

| 17 maggio 2014 37ª giornata |  | – turno di riposo |  |  |

| Arbitro: | Rott |

|  |           |            |
|  | Marcatori | 38’ Lamidi |

## Statistiche

### Statistiche di squadra
| Competizione       | Punti | In casa | In casa | In casa | In casa | In casa | In casa | In trasferta | In trasferta | In trasferta | In trasferta | In trasferta | In trasferta | Totale | Totale | Totale | Totale | Totale | Totale | DR  |
| Competizione       | Punti | G       | V       | N       | P       | Gf      | Gs      | G            | V            | N            | P            | Gf           | Gs           | G      | V      | N      | P      | Gf     | Gs     | DR  |
| ------------------ | ----- | ------- | ------- | ------- | ------- | ------- | ------- | ------------ | ------------ | ------------ | ------------ | ------------ | ------------ | ------ | ------ | ------ | ------ | ------ | ------ | --- |
| Regionalliga ovest | 30    | 18      | 3       | 6       | 9       | 16      | 39      | 18           | 4            | 3            | 11           | 16           | 30           | 36     | 7      | 9      | 20     | 32     | 69     | -37 |
| Totale             | 30    | 18      | 3       | 6       | 9       | 16      | 39      | 18           | 4            | 3            | 11           | 16           | 30           | 36     | 7      | 9      | 20     | 32     | 69     | -37 |

### Andamento in campionato
| Giornata  | 1  | 2  | 3  | 4  | 5  | 6  | 7  | 8  | 9  | 10 | 11 | 12 | 13 | 14 | 15 | 16 | 17 | 18 | 19 | 20 | 21 | 22 | 23 | 24 | 25 | 26 | 27 | 28 | 29 | 30 | 31 | 32 | 33 | 34 | 35 | 36 | 37 | 38 |
| --------- | -- | -- | -- | -- | -- | -- | -- | -- | -- | -- | -- | -- | -- | -- | -- | -- | -- | -- | -- | -- | -- | -- | -- | -- | -- | -- | -- | -- | -- | -- | -- | -- | -- | -- | -- | -- | -- | -- |
| Luogo     | T  | C  | T  | C  | T  | C  | T  | C  | T  | C  | T  | C  | T  | C  | T  | C  | T  |    | C  | C  | T  | C  | T  | C  | T  | C  | T  | C  | T  | C  | T  | C  | T  | C  | T  | C  |    | T  |
| Risultato | V  | P  | P  | P  | V  | P  | N  | P  | P  | V  | P  | N  | V  | V  | P  | N  | P  |    | N  | N  | P  | P  | P  | V  | N  | N  | P  | P  | P  | P  | N  | P  | P  | N  | P  | P  |    | V  |
| Posizione | 16 | 19 | 18 | 18 | 15 | 17 | 17 | 18 | 18 | 16 | 17 | 17 | 15 | 14 | 14 | 15 | 16 | 16 | 16 | 16 | 16 | 16 | 16 | 16 | 16 | 16 | 16 | 16 | 16 | 16 | 16 | 16 | 16 | 16 | 16 | 18 | 18 | 17 |

Legenda:

Luogo: C = Casa; T = Trasferta. Risultato: V = Vittoria; N = Pareggio; P = Sconfitta.

### Statistiche dei giocatori
| I. Alexiou      | 28 | 2 | 9 | 1 |
| A. Ammi         | 9  | 1 | 0 | 0 |
| B. Baltes       | 18 | 1 | 5 | 0 |
| E. Bougjdi      | 0  | 0 | 0 | 0 |
| P. Ellguth      | 21 | 1 | 2 | 0 |
| I. Issa         | 34 | 7 | 7 | 0 |
| N. Jakubowski   | 19 | 0 | 1 | 0 |
| B. Kaplan       | 11 | 0 | 2 | 0 |
| G. Kaya         | 6  | 0 | 1 | 0 |
| D. Knabe-Lerche | 5  | 0 | 0 | 0 |
| A. Korte        | 9  | 0 | 0 | 1 |
| M. Kuta         | 17 | 1 | 4 | 0 |
| M. Lamidi       | 32 | 5 | 3 | 1 |
| M. Nimptsch     | 18 | 0 | 1 | 1 |
| D. Oehlers      | 14 | 0 | 0 | 0 |
| C. Pappas       | 9  | 1 | 2 | 0 |
| T. Rubink       | 27 | 0 | 2 | 0 |
| K. Saka         | 23 | 0 | 5 | 0 |
| S. Samulewicz   | 7  | 0 | 1 | 0 |
| W. Schattner    | 30 | 0 | 4 | 0 |
| K. Schulz       | 17 | 2 | 1 | 0 |
| D. Sevinç       | 5  | 0 | 0 | 0 |
| E. Tekkan       | 1  | 0 | 0 | 0 |
| A. Touré        | 31 | 0 | 1 | 0 |
| R. Udegbe       | 28 | 0 | 2 | 0 |
| E. Uzun         | 34 | 8 | 8 | 0 |
| L. Voorjans     | 28 | 3 | 2 | 1 |
| H. Çakır        | 0  | 0 | 0 | 0 |
| M. Çelik        | 16 | 0 | 5 | 0 |
| V. Ünlü         | 2  | 0 | 0 | 1 |